# Спурий Постумий Альбин Магн
Спурий Постумий Альбин Магн (лат. Spurius Postumius Albinus Magnus; умер после 146 года до н. э.) — древнеримский политический деятель из патрицианского рода Постумиев, консул 148 года до н. э. Во время консулата построил Постумиеву дорогу в Цизальпийской Галлии.

## Происхождение
Спурий Постумий принадлежал к одному из знатнейших патрицианских родов Рима, упоминающемуся в источниках, начиная с первого десятилетия Римской республики. Согласно Капитолийским фастам, его отец и дед носили тот же преномен. Предположительно Спурий-дед был младшим сыном Авла Постумия Альбина, консула 242 года до н. э. и цензора 234 года до н. э.; Спурий-отец, судя по отсутствию упоминаний о нём в других источниках, умер молодым, не успев занять какую-либо курульную должность.

## Биография
Первые упоминания о Спурии Постумии в сохранившихся источниках относятся к 148 году до н. э., когда он был консулом. Но исследователи полагают, исходя из требований закона Виллия, установившего минимальные временные промежутки между магистратурами, что не позже 151 года до н. э. Альбин Магн должен был занимать должность претора. Как раз в эти годы представители рода Постумиев сосредоточили в своих руках ряд высших постов Римской республики.
Коллегой Спурия Постумия по консулату был плебей Луций Кальпурний Пизон Цезонин. Последнему по жребию досталось командование в Третьей Пунической войне, а провинцией Альбина стала Италия. Спурий Постумий организовал строительство дороги от Генуи до Кремоны, а потом до Аквилею, которая прошла, таким образом, через всю Цизальпийскую Галлию. Дорога получила название Постумиевой (Via Postumia).
Некий Альбин был в числе десяти легатов, которые совместно с Луцием Муммием организовывали новый порядок в Греции после Ахейской войны. Уже Марку Туллию Цицерону было неизвестно, кто конкретно имелся в виду: в одном из писем Аттику он просил навести соответствующие справки. Мнения исследователей по этому вопросу расходятся: одни считают, что речь идёт о Спурии Постумии, другие говорят об Авле Постумии. Существует и компромиссная гипотеза, согласно которой в числе десяти легатов были двое Альбинов — и Спурий, и Авл.
Марк Туллий Цицерон упоминает Спурия Постумия в числе «второстепенных ораторов» эпохи Сервия Сульпиция Гальбы и Гая Лелия Мудрого. До 46 года до н. э., когда был написан трактат «Брут, или О знаменитых ораторах», сохранились тексты многих речей Альбина Магна.

## Потомки
Сыном Альбина Магна мог быть ещё один Спурий Постумий Альбин, «сверстник и соперник в славе судебного оратора» Тиберия Семпрония Гракха.